# خانه ناصرابطحی و شاپور احمدپور
خانه ناصرابطحی و شاپور احمدپور مربوط به دوره قاجار است و در شیراز، محله سرباغ، کوچه پروین اعتصامی، پلاک ۱۵ واقع شده و این اثر در تاریخ ۱۰ خرداد ۱۳۸۲ با شمارهٔ ثبت ۸۶۵۵ به‌عنوان یکی از آثار ملی ایران به ثبت رسیده است.